# Nandprayag
Nandprayag è una suddivisione dell'India, classificata come nagar panchayat, di 1.433 abitanti, situata nel distretto di Chamoli, nello stato federato dell'Uttarakhand. In base al numero di abitanti la città rientra nella classe VI (meno di 5.000 persone).

## Geografia fisica
La città è situata a 30° 19' 60 N e 79° 19' 60 E e ha un'altitudine di 1.357 m s.l.m..

## Società

### Evoluzione demografica
Al censimento del 2001 la popolazione di Nandprayag assommava a 1.433 persone, delle quali 804 maschi e 629 femmine. I bambini di età inferiore o uguale ai sei anni assommavano a 190, dei quali 101 maschi e 89 femmine. Infine, coloro che erano in grado di saper almeno leggere e scrivere erano 1.009, dei quali 625 maschi e 384 femmine.